# Kael'thas Sunstrider
Kael'thas Sunstrider er en fiktiv prins i kongeriget Quel'thalas fra Warcraft-universet. Han optræder første gang i spillet Warcraft III: Reign of Chaos, hvor han møder Tyrande Whisperwind og Maiev Shadowsong i Silverpine Forest. Han optræder sidste gang med patchen 2.4 i udvidelsespakken The Burning Crusade til World of Warcraft, hvorefter han bliver dræbt af spillerne, blandt andet for forsøget at få Kil'jaeden ind i Azeroth. Desuden optræder han i kortromanen Blood of the Highborne og nævnes i flere andre. Hans stemme i spillene er indtalt af Quinton Flynn.
I sin ungdom var han en del af Kirin Tor, et senat af magikere i byen Dalaran, hvor han blandt andet mødte Archmage Antonidas' lærling, mennesket Jaina Proudmoore.
Efter hans far var blevet dræbt og hjemlandet med Solbrønden lagt i ruiner af Svøben, hjalp han Alliancen med at kæmpe imod den. Men efter Garithos, hans racistiske marskal, fandt ud af han var blevet hjulpet af nagaerne, blev Kael'thas og hans folk sat i fængsel, men senere reddet af nagaen lady Vashj.
Efterfølgende dragede han mod Outland med hvad var tilbage af overlevende fra sit kongerige, hvor han fandt halvdæmonen Illidan. Ham hjalp han sammen med Akama og lady Vashj, først med at stoppe The Burning Legions forstærkninger fra deres hjemverden gennem portaler og derefter med at afsætte dæmonen Mannoroth som hersker af Outland. Kael'thas får sendt folk hjem til kongeriget for at få det genopbygget og det lykkes at drive den tilbageværende Svøbe tilbage. Imidlertid mente han, at Illidans visioner i Outland er for kortsigtede og besluttede sig for at samle mana i al hemmelighed, men bliver stoppet af spillerne.
Derefter angriber han Silvermoon og forsøger at få skabt en portal gennem Solbrønden, i lighed med highbornes forsøg tidligere, på at få en af lederne af the Burning Legion ind i Azeroth.